# Jacques Perret (écrivain)
Pour les articles homonymes, voir Jacques Perret et Perret.
Œuvres principales
- Ernest le rebelle (1937)
- Le Caporal épinglé (1947)
- Bande à part (1951)

Le vent dans les voiles
Rôle de plaisance
Jacques Perret, né le 8 septembre 1901 à Trappes et mort le 10 décembre 1992 à Issy-les-Moulineaux, est un écrivain français.
Témoin engagé de son temps au style littéraire admiré, marqué par le premier conflit mondial où son père avait été blessé et son frère aîné tué, il vécut notamment une existence de voyages et d'aventures où se mêlent vie militaire, expéditions lointaines, journalisme, publications de romans, de récits et de nouvelles dont certains inspirés de ses tranches de vie.

## Biographie
Jacques Perret effectue sa scolarité aux lycées Montaigne puis Louis-le-Grand à Paris. Il est adolescent lorsque son seul grand frère Louis, 21 ans, est tué durant la Première Guerre mondiale dans la Somme en 1916. Il a juste 17 ans lorsque le conflit finit, trop jeune pour avoir pu s'engager. Il effectue son service militaire au Maroc dans le 29e Régiment des Tirailleurs algériens, où il combat contre les Chleuhs durant la guerre du Rif et manque d'être tué d'un coup de poignard. Il suit des études d'histoire et fait ses débuts journalistiques au Rappel et au Journal. Il entreprend alors plusieurs voyages au Danemark, en Suède, au Mexique, au Honduras où il est pêcheur de bonite et trafiquant de nacre et de coprah, en Norvège, en Turquie et au Liban. Il est bûcheron en Laponie et travailleur saisonnier au Canada. Il part en mission en Guyane en 1931. Ce pays est le sujet de son premier roman Roucou (1936), du nom de la teinture dont les Indiens enduisent leur corps, et de plusieurs nouvelles : Un homme perdu, Une histoire en or, Vêpres indiennes. Là-bas, il effectue un travail d'études ethnologiques mandatées par Paul Rivet, le directeur du Muséum national d'histoire naturelle, portant sur les amérindiens Emerillons et riches d'enseignements qui débouchent sur une exposition l'année suivante, ainsi que des prospections d'or pour les industriels Monteux et Richard, qui resteront vaines. Au cours de ses périples, il est tour à tour docker, marin au long cours, employé dans une bananeraie, professeur, dessinateur, hôtelier ou encore graveur et viticulteur-œnologue.
En 1937, il écrit Ernest le rebelle, publié par Gallimard sur la recommandation d'André Malraux, dont le héros est incarné au cinéma par Fernandel dans le film homonyme Ernest le rebelle réalisé par Christian-Jaque en 1938 mais que Jacques Perret n'approuve guère.
Fait prisonnier durant la Deuxième Guerre mondiale près de Longwy en 1940 pendant la Bataille de France après s'être engagé à 38 ans dans les Corps Francs (unité spécialisée dans les coups de mains et les raids-surprise dans les lignes ennemies), il est envoyé en Allemagne au stalag (III-A puis III-D), mais réussit à la quatrième tentative à s'échapper en 1942. La citation qui lui est décernée en 1940 mentionne : « […] Son lieutenant ayant été très grièvement blessé au cours d'une reconnaissance profonde dans les lignes ennemies, l'a transporté en plein jour pendant plus de deux kilomètres, échappant par miracle aux feux dirigés contre lui. […] Le 12 mai, a tué cinq adversaires à coups de mousqueton, debout avec le plus grand calme, dans un combat de rue qui a permis de débloquer un pont très important […] premier soldat de son bataillon […] attribution de la Médaille militaire et Croix de guerre avec palme ». Il rejoint par la suite les maquis de la Résistance, auprès de l'ORA.
En 1947 paraît son plus grand succès, Le Caporal épinglé, écrit en 1942-1943, qui est en lice pour le prix Goncourt mais s'incline finalement par deux voix contre six contre Les Forêts de la nuit de Jean-Louis Curtis. Ce roman raconte avec détachement scrupuleux et dérision distanciée sa captivité en Allemagne et ses différentes tentatives d'évasion, livre à propos duquel Roger Nimier a dit que : « La luxuriance de ce style s'accorde mieux avec une époque de création et de cataclysme qu'avec une période d'inventaire prudent ». Il est adapté au cinéma par Jean Renoir dans le film du même nom Le Caporal épinglé, avec des divergences.
En 1951 est publié Bande à part, que certains considèrent comme son chef-d'œuvre, qui raconte son temps dans la Résistance et les hommes au destin cocasse ou tragique qu'il a côtoyés. Ce livre reçoit le prix Interallié.
Passionné par la mer, Jacques Perret écrit également plusieurs ouvrages sur ce thème, dont Le Vent dans les voiles (1948) et Rôle de plaisance (1957). Ce dernier ouvrage est illustré par le dessinateur et graveur André Collot, son équipier habituel à bord du voilier Matam, un « sloop à tape-cul » de 8 mètres (de la série Sea-Bird) que Perret s'est offert avec l'argent du prix Interallié. Les aventures picaresques du duo comique Perret-Collot (Perret est grand et maigre, autant que Collot est court et râblé) paraissent d'abord en feuilleton dans la presse nautique et contribuent à faire découvrir la plaisance dans le sillage de la création de l'école des Glénans et la démocratisation de la voile initiée par le célèbre Vaurien, dont les affiches de promotion sont justement signées par André Collot.
Il publie de nombreux recueils de nouvelles : La Bête Mahousse, Le Machin, Objets perdus, Salades de saison... ainsi que des romans mettant en scène des personnages animés par une certaine vision de la France, de l'honneur et des valeurs humaines aujourd'hui un peu surannée : Les Biffins de Gonesse. Son épouse Alice, qu'il mentionne dans Le Caporal épinglé, décède en 1998. Ses descendants assurent la préservation de sa mémoire et la continuité de la publication de son œuvre littéraire.
Jacques Perret a toujours été fidèle à des valeurs et des engagements personnels que vient servir son style épique (que décrit ainsi l'historien et journaliste Pierre Gaxotte : « Je ne pense pas que personne aujourd'hui ait, plus que Jacques Perret, le sens du mot juste, du mot dru, cocasse, juteux, imprévu. Sous sa plume, par la vertu de télescopages éclairs, les vocables les plus usés reprennent un éclat de diamant. ») Ce qui l'amène, à différents moments, à se trouver en rupture de ban avec la société et les grandes tendances qui l'animent.
Profondément patriote (« clodovicien patriotard » comme il se désigne lui-même), attaché au trône, à l'autel et aux liens féodaux, comme il le déclare lors d'une émission d'Apostrophes, mais pas militariste, malgré ses engagements, catholique traditionaliste opposé aux réformes du Concile de Vatican II, mais refusant son soutien à Monseigneur Lefebvre, il n'est pas pétainiste, quoique très hostile à de Gaulle. Il ne dédaigne pas non plus lancer quelques coups de griffe à André Malraux qu'il qualifie de « célèbre amphigouriste attaché à la personne du général de Gaulle ».
En février 1962, son fils officier parachutiste Jean-Loup est arrêté pour avoir participé à un attentat de l'OAS dans lequel un gendarme de 27 ans a été tué. Il est condamné à dix ans de prison au pénitencier de l'Île de Ré. Jacques Perret prend la défense de son fils, réclamant qu'on lui fasse endosser l'entière responsabilité morale des actes de ce dernier, et soutient avec véhémence une Algérie gouvernée par la France. Il attaque le général de Gaulle dans des pamphlets virulents. Ses collaborations à des journaux marqués à l'extrême-droite, comme le journal royaliste Aspects de la France, sa part active et son engagement dans la défense de l’Algérie française, ses nombreux articles contre de Gaulle et des offenses à la Légion d'honneur lui vaudront d'être déchu de ses droits civiques, puis, en 1963, sans doute sous la pression d'opposants gaullistes, rayé du contrôle de la Médaille militaire, malgré les protestations de journalistes, d'écrivains et d'organismes de tous bords politiques. La peine de son fils est écourtée quelques années plus tard. En mai 1977, il signe un appel demandant l'arrêt de poursuites en cours contre le Groupe union défense (GUD).
Ses prises de positions lui valent aujourd'hui d'être dans une sorte de purgatoire littéraire malgré la puissance et l'équilibre de son style. Sa vision du progrès, auquel il n'est pas opposé mais dont il se méfie, reste d'actualité : « Bien sûr, unité, universalité, c’est un vieux rêve, une noble hantise ; et sur le plan temporel elle sert de caution à toutes les entreprises d’hégémonies, à toutes les tyrannies autocratiques et doctrinaires ».

## Distinctions
Il reçoit plusieurs prix : Prix Interallié (1951), prix Prince-Pierre-de-Monaco (1958), Thyde Monnier et Mac Orlan (1978), de l'Académie (1978 et 1984) et de la Ville de Paris (1979).
Depuis mai 2006, une rue porte son nom à Orange (Vaucluse).

## Œuvre
Ironiste-né, excellent styliste, Jacques Perret exerce son talent avec virtuosité. À l'aise dans tous les paysages du monde et en mer, proche de la nature et de ses personnages, il entraîne ses lecteurs dans son univers distancié et volontiers nostalgique. Il excelle à grandir et anoblir les objets familiers avec lesquels il est de connivence (un couteau, une pipe...), patinés et culottés par un fidèle usage et une longue cohabitation.
Contemporain de Marcel Aymé et de Raymond Queneau, desquels il se rapproche par son goût de la mystification, il est moins noir que le premier et moins gai que le second, tout en pouvant prétendre à la même lucidité.
Son anticonformisme, son panache, ses engagements politiques, son style incisif et son goût des œuvres courtes peuvent également le rapprocher des Hussards (mouvement littéraire), écrivains de la génération suivante.

### Chroniques
- 1953 Bâtons dans les roues, Gallimard
- 1954 Cheveux sur la soupe, Gallimard
- 1957 Salades de saison, Gallimard
- 1964 Le Vilain Temps, Le Fuseau (rééd. Via Romana, 2018)

### Romans et récits
- 1936 Roucou, Gallimard
- 1937 Ernest le rebelle, Gallimard
- 1947 Le Caporal épinglé, Gallimard
- 1948 Le Vent dans les voiles, Gallimard
- 1951 Bande à part, Gallimard
- 1953 Mutinerie à bord, Amiot-Dumont
- 1957 Rôle de plaisance, Gallimard
- 1961 Les Biffins de Gonesse, Gallimard
- 1969 La Compagnie des eaux, Gallimard

### Nouvelles
- 1947 : L'Oiseau rare, Arc-en-Ciel éditions
- 1949 : Objets perdus, Gallimard
- 1951 : La Bête Mahousse, Gallimard
- 1953 : Histoires sous le vent, Editions nouvelle France
- 1955 : Le Machin, Gallimard
- 1981 : Tirelires, Julliard

### Souvenirs
- 1975 Grands Chevaux et Dadas, Gallimard
- 1976 Raisons de famille, Gallimard
- 1980 Un marché aux puces, Julliard
- 1982 Belle Lurette, Julliard
- 1985 Le Jardin des Plantes, Julliard

### Divers
- 1954 Collaboration avec René Barjavel pour le film Le Mouton à cinq pattes dans lequel l'épisode d'Étienne est adapté de sa nouvelle La Mouche
- 1964 Préface au Pantagruel de Rabelais, Gallimard
- 1964 Trois pièces (Maximilien, Monsieur Georges, Caracalla), Éditions Gallimard (théâtre)
- 1965 Rapport sur le paquet de gris, Aspects de la France (réédition, tirage limité, Le Huron immobile, 2016)
- 1979 Préface à C'est ainsi qu'Allah est grand d'Alexandre Vialatte, Julliard
- 1989 Les collectionneurs, Le Dilettante
- 1991 Articles de sport, Julliard
- 1992 Comme Baptiste...ou les tranquillisants à travers les âges, Le Dilettante
- 1996 François, Alfred, Gustave et les autres, Le Dilettante
- 2004 L'Aventure en bretelles, suivi d'Un Blanc chez les Rouges, Le Dilettante
- 2005 Chroniques, Arcadia Editions
- 2009 Les sept péchés capitaux, Via Romana  (ISBN 978-2-916727-53-0) [présentation en ligne]
- 2009 Enfantillages, Le Dilettante
- 2012 La République et ses Peaux-Rouges : chroniques d'Aspects de la France, T.1, 1948-1952, Via Romana, 298 p.  (ISBN 979-10-90029-28-6) [présentation en ligne]
- 2014 Du tac au tac : chroniques d'Aspects de la France, T.2, 1953-1959, Via Romana, 266 p.  (ISBN 979-1090029668)
- 2018 Le vilain temps : chroniques d'Aspects de la France, T.3, 1960-1962, Via Romana, 272 p.  (ISBN 978-2372710893)

## Analyse et critique de son œuvre
- Julien Bzowski, « Continuité historique et communauté politique dans Le Caporal épinglé, Bande à part et autres fictions », Roman (n° 56),‎ février 2013, p. 49-64 (lire en ligne)
- Roman 20-50, n°56/décembre 2013, Presses universitaires du Septentrion (sommaire)
- « Jacques Perret, passeur flamboyant », Laurent Dandrieu, Valeurs actuelles du 30 juin 2006. [lire en ligne]
- François-Jean Authier et Marc Dambre, « Bibliographie et filmographie de Jacques Perret », Roman 20-50, no 56,‎ février 2013, p. 139-144 (lire en ligne)
- Louis Perret, « Jacques Perret – Portait d'un homme libre », 2008,  (ISBN 9782953248609)